# Michail Pimenov
Michail Pavlovič Pimenov (in russo Михаи́л Па́влович Пи́менов?; Lyskovo, 2 marzo 1920 – Kiev, 9 febbraio 2005) è stato un pallavolista e allenatore di pallavolo sovietico.

## Carriera
Conosciuto per la sua estrosità nel cambiare sempre il colpo d'attacco, disputa tutta la sua carriera nello  Spartak Kiev con cui ottiene dei piazzamenti importanti, svolgendo anche il ruolo di giocatore-allenatore, senza però mai riuscire a vincere il campionato sovietico.
Nel 1956 vince, con la squadra della Repubblica Socialista Sovietica Ucraina, le prime Spartachiadi dei Popoli dell'Unione Sovietica, svolte al posto del campionato sovietico.
Con la nazionale vince il campionato del mondo del 1949 e del 1952. È anche campione d'europa nel 1950 e nel 1951.
Muore il 9 febbraio 2005 a Kiev.

## Palmarès

### Nazionale (competizioni minori)
- - Spartachiadi dei Popoli dell'Unione Sovietica 1956